# Figure It Out

Legenda1
Legenda2

Figure It Out é um programa de auditório exibido no canal de televisão Nickelodeon, apresentado por Jeff Stuphen. O programa é composto por duas séries. A série original (Temporadas 1-4) teve a estreia iniciada em julho de 1997 e terminou em dezembro de 1999. A nova série (Temporada 5-presente) teve a estreia em junho de 2012. O programa é inspirado em "What's My Line?" e "I've Got a Secret". O programa é sobre crianças com habilidades especiais que competem como concorrentes no show, enquanto algumas celebridades da Nickelodeon tentam adivinhar a frase que descreve o talento do concorrente. A nova versão ainda não estreou no Brasil.

## Sobre o programa
Cada programa é composto de 2 ou 3 rounds (juntando todos, aproximadamente 30 minutos de duração) onde a bancada de estrelas se reveza fazendo perguntas de "sim ou não" para tentar adivinhar o talento do concorrente. Cada vez que uma palavra da frase que descreve o talento é revelada, a mesma é incluída num painel do estilo quebra-cabeça.
O competidor ganha um prêmio após cada rodada em que seu talento continua secreto. Na 1ª temporada os prêmios consistiam de ingressos para shows, que a Nickelodeon acabou extinguindo. Se após o 3º round o talento secreto não for revelado, cada estrela tem um palpite final sobre o talento do competidor.
Durante cada rodada, os participantes recebem uma pista/dica para cada uma das palavras secretas. A pista geralmente é um objeto físico. Ao final do jogo, quando o talento da pessoa for revelada, o competidor exibe sua habilidade.

## Estrelas participantes
Vários artistas da Nickelodeon já participaram de Figure It Out, e também artistas não-Nick. Na 5ª temporada, que estreou em 2012, os artistas que mais participaram foram Matt Bennett, Lucas Cruikshank, Ariana Grande, Cymphonique Miller, Max Schneider, Samantha Boscarino e Christopher O'Neal (elenco de How to Rock), Ciara Bravo e Ryan Potter. Na primeira versão (de 1997), os artistas eram, geralmente, Amanda Bynes, Kevin Kopelow, Kenan Thompson, Marc Weiner e Josh Servidor.